# أمريكا الوسطى

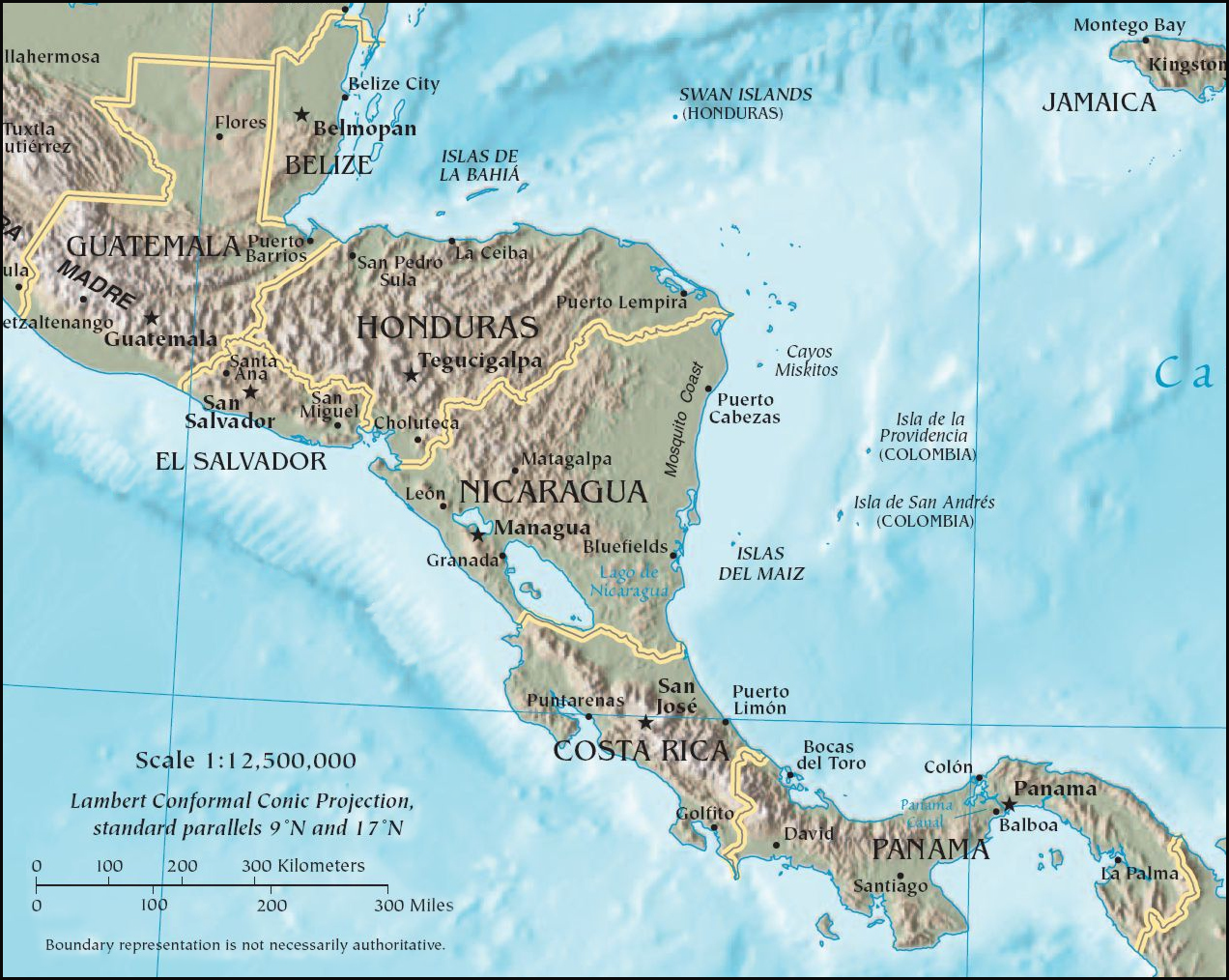
خريطة أمريكا الوسطى الطبيعية

تعد أمريكا الوسطى منطقةً من الأمريكيتين. تحدها المكسيك من الشمال وكولومبيا من الجنوب الشرقي والبحر الكاريبي من الشرق والمحيط الهادئ من الغرب والجنوب. تتكون أمريكا الوسطى من سبعة بلدان هي: بليز وكوستاريكا والسلفادور وغواتيمالا وهندوراس ونيكاراغوا وبنما. يقدر مجموع سكانها بنحو 44.53 مليون نسمة (2016).
تعد أمريكا الوسطى جزءًا من منطقة التنوع الحيوي في ميزو-أمريكا (وسط أمريكا)، والتي تمتد من شمال غواتيمالا إلى وسط بنما. بسبب وجود قوس بركاني وعدة صدوع جيولوجية نشطة في أمريكا الوسطى، فهناك قدر كبير من النشاط الزلزالي في المنطقة، مثل الانفجارات البركانية والزلازل، والتي تسبب وفيات وإصابات وأضرار في الممتلكات.
في العصر ما قبل الكولومبي، كانت أمريكا الوسطى مأهولة بالسكان الأصليين لميزو-أمريكا في الشمال والغرب والشعوب الإيستمو كولومبية في الجنوب والشرق. بعد البعثة الإسبانية لرحلات كريستوفر كولومبوس إلى الأمريكيتين، بدأت إسبانيا في استعمارهما. من 1609 إلى 1821، حُكمت معظم أراضي أمريكا الوسطى (باستثناء ما أصبح بليز وبنما، ومن ضمن ذلك ولاية تشياباس المكسيكية الحديثة) من قِبل ولاية التاج الإسباني لإسبانيا الجديدة من مكسيكو سيتي تحت مسمى رئاسة غواتيمالا العامة. في 24 أغسطس 1821، وقع نائب الملك الإسباني خوان دي أودونوجو على معاهدة قرطبة، التي نصت على استقلال إسبانيا الجديدة عن إسبانيا. في 15 سبتمبر 1821، صدرت وثيقة استقلال أمريكا الوسطى التي أعلنت انفصال أمريكا الوسطى عن الإمبراطورية الإسبانية ونصت على إنشاء دولة جديدة لأمريكا الوسطى. ضُمت بعض ولايات إسبانيا الجديدة في منطقة أمريكا الوسطى (أي ما أصبح غواتيمالا وهندوراس والسلفادور ونيكاراغوا وكوستاريكا) إلى الإمبراطورية المكسيكية الأولى؛ إلا أنهم، في عام 1823، انفصلوا عن المكسيك ليشكلوا جمهورية أمريكا الوسطى الاتحادية حتى عام 1838.
في عام 1838، استقلت نيكاراغوا وهندوراس وكوستاريكا وغواتيمالا ذاتيًا وكانت أول دول أمريكا الوسطى السبعة في استقلالها هذا، تلتها السلفادور في عام 1841 وبنما في عام 1903 وبليز في عام 1981. على الرغم من تفكك جمهورية أمريكا الوسطى الاتحادية، إلا أنه هناك أدلة متناقلة تبين أن شعب السلفادور وبنما وكوستاريكا وغواتيمالا وهندوراس ونيكاراغوا لا زال يحافظ على هوية أمريكا الوسطى. مثلًا، يشير أهل أمريكا الوسطى في بعض الأحيان إلى بلدانهم كما لو أنها مناطق تابعة لدولة أمريكا الوسطى. ليس غريبًا كتابة «سي إيه (اختصارًا لأمريكا الوسطى)» بعد اسم البلد في السياقات الرسمية وغير الرسمية. تعزز الحكومات في المنطقة أحيانًا هذا الشعور بالانتماء إلى أمريكا الوسطى لدى مواطنيها. عادة ما يجري تمييز البليزيين ثقافيًا على أنهم من الهند الغربية وليس من أمريكا الوسطى.

## سجل تاريخي

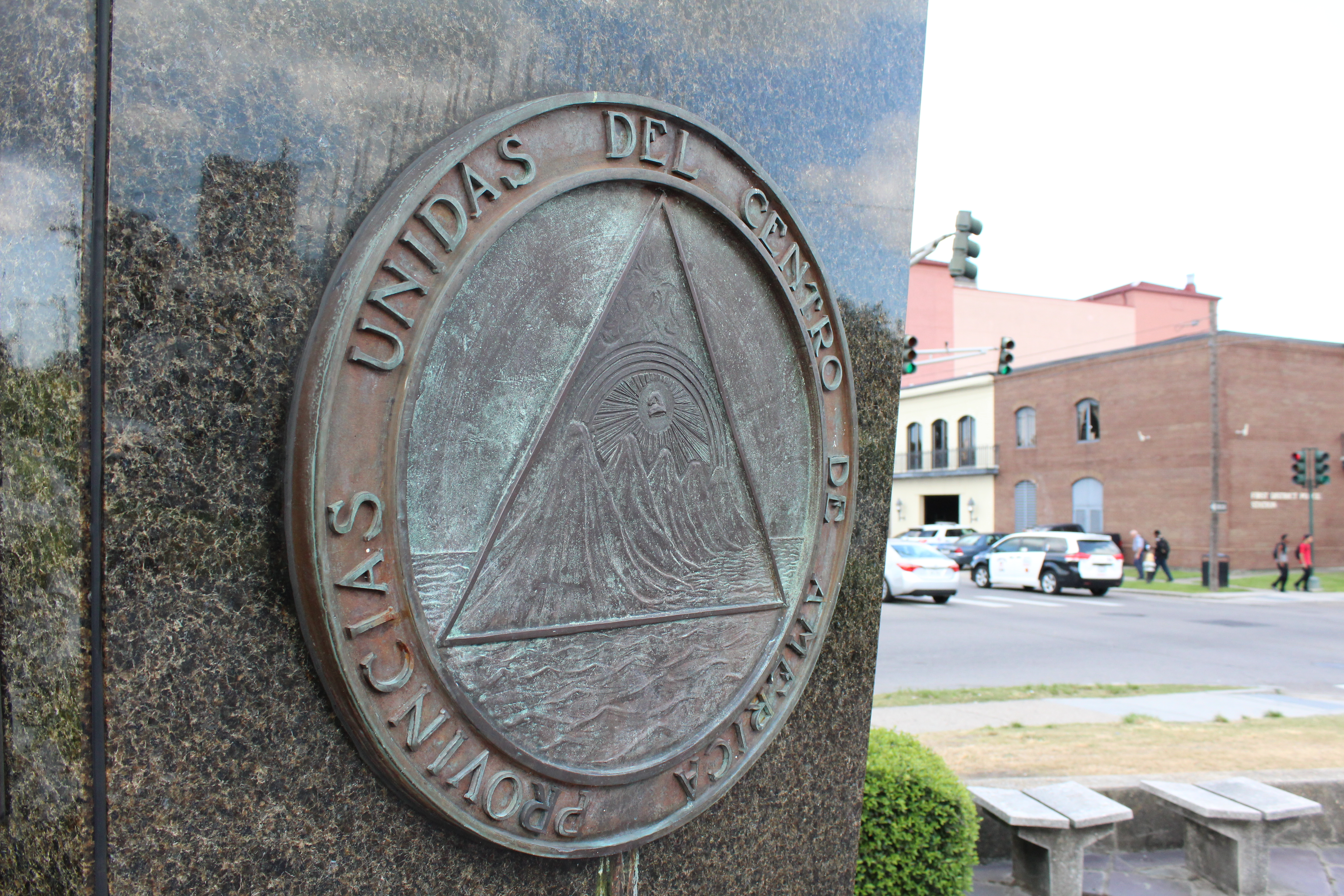
لوحة مقاطعات أمريكا الوسطى

في العصر ما قبل الكولومبي، كانت المناطق الشمالية من أمريكا الوسطى مأهولة من قِبل الشعوب الأصلية لميزو-أمريكا (وسط أمريكا). كان أبرزهم شعب المايا، الذي بنى العديد من المدن في جميع أنحاء المنطقة، وشعب الأزتيك، الذي أنشأ إمبراطورية شاسعة. كانت حضارات العصر ما قبل الكولومبي في شرق السلفادور وشرق الهندوراس ومنطقة البحر الكاريبي من نيكاراغوا ومعظم كوستاريكا وبنما، في غالبيتها متحدثة باللغات التشبتشية أثناء فترة الاحتكاك الأوروبي وتعتبر من قِبل البعض مختلفة ثقافيًا ومصنفة ضمن المنطقة الإيستمو كولومبية.
بعد البعثة الإسبانية لرحلات كريستوفر كولومبوس إلى الأمريكيتين، أرسل الإسبان العديد من البعثات إلى المنطقة، وبدأوا غزوهم لأراضي المايا في عام 1523. بعد وقت قصير من غزو إمبراطورية الأزتيك، شرع الغازي الإسباني بيدرو دي ألفارادو في غزو شمال أمريكا الوسطى من أجل الإمبراطورية الإسبانية. منذ وصوله إلى سوكونوسكو في عام 1523، غزت قوات ألفارادو بصورة منهجية معظم ممالك المايا الرئيسية وأخضعتها، بما في ذلك الكيتشا والتسوتوخيل والبيبيل والكاكتشيكيل. بحلول عام 1528، كان غزو غواتيمالا قد اكتمل تقريبًا، ولم يتبق سوى حوض بيتين خارج نطاق النفوذ الإسباني. هُزمت آخر ممالك المايا المستقلة - الكووج وشعب الإيتزا – في النهاية عام 1697، أثناء الغزو الإسباني لبيتين.
في عام 1538، أنشأت إسبانيا مجلس بنما الملكي، والذي كان له سلطة قضائية على جميع الأراضي من مضيق ماجلان إلى خليج فونسيكا. حُلّ هذا الكيان في عام 1543، وأصبحت معظم الأراضي الواقعة داخل أمريكا الوسطى تخضع لسلطة مجلس غواتيمالا الملكي. تضمنت هذه المنطقة الأراضي الحالية لكوستاريكا والسلفادور وغواتيمالا وهندوراس ونيكاراغوا وولاية تشياباس المكسيكية، إلا أنها لم تشمل الأراضي التي أصبحت فيما بعد بليز وبنما. كان رئيس المجلس، ومقره أنتيغوا غواتيمالا، حاكم المنطقة بأكملها. في عام 1609 أصبحت المنطقة رئاسة عامة ومُنح الرئيس لقب حاكم عام. شملت رئاسة غواتيمالا العامة معظم أمريكا الوسطى، باستثناء بليز الحالية وبنما.
استمرت رئاسة غواتيمالا العامة لأكثر من قرنين من الزمن، لكنها بدأت تُبلى بعد تمرد عام 1811 الذي بدأ في ولاية سان سلفادور. انتهت الرئاسة العامة رسميًا في 15 سبتمبر 1821 بالتوقيع على وثيقة استقلال أمريكا الوسطى. وقد تحقق استقلال المكسيك في نفس الوقت تقريبًا مع التوقيع على معاهدة قرطبة وإعلان استقلال الإمبراطورية المكسيكية، واستقلت المنطقة بأسرها أخيرًا من السلطة الإسبانية بحلول 28 سبتمبر 1821.
منذ استقلالها عن إسبانيا في عام 1821 حتى عام 1823، ظلت الرئاسة العامة السابقة على حالها باعتبارها جزء من الإمبراطورية المكسيكية الأولى التي لم تدم طويلًا. عندما تنازل إمبراطور المكسيك عن العرش في 19 مارس 1823، أصبحت أمريكا الوسطى مستقلة مجددًا. في 1 يوليو 1823، انفصل كونغرس أمريكا الوسطى سلميًا عن المكسيك وأعلن الاستقلال المطلق عن جميع الدول الأجنبية، وشكلت المنطقة جمهورية أمريكا الوسطى الاتحادية.
كانت جمهورية أمريكا الوسطى الاتحادية ذات نظام ديمقراطي تمثيلي وعاصمتها مدينة غواتيمالا. تكون هذا الاتحاد من محافظة كوستاريكا والسلفادور وغواتيمالا وهندوراس ولوس ألتوس وساحل الموسكيتو ونيكاراغوا. كانت الأراضي المنخفضة في جنوب غرب تشياباس، بما في ذلك سوكونوسكو، في البداية تابعة للجمهورية حتى عام 1824، إذ ضمت المكسيك بعدها معظم تشياباس وبدأت مطالباتها في سوكونوسكو. استمرت الجمهورية من 1823 إلى 1838، وذلك حين تفككت نتيجة الحروب الأهلية.